# Akira Toshima
Akira Toshima (戸島 章 Toshima Akira?, Kuki, Saitama, 4 de octubre de 1991) es un futbolista japonés que juega de delantero en el Omiya Ardija de la J2 League.

## Trayectoria

### Clubes
| Club                  | País  | Año       |
| --------------------- | ----- | --------- |
| JEF United Chiba      | Japón | 2010-2014 |
| Fujieda MYFC (cedido) | Japón | 2013      |
| FC Machida Zelvia     | Japón | 2015-2017 |
| Yokohama FC           | Japón | 2018-     |
| Omiya Ardija (cedido) | Japón | 2020-     |

## Estadística de carrera

### J. League
| Club              | Año   | J. League | J. League | Copa J. League | Copa J. League | Total | Total |
| Club              | Año   | Part.     | Goles     | Part.          | Goles          | Part. | Goles |
| ----------------- | ----- | --------- | --------- | -------------- | -------------- | ----- | ----- |
| JEF United Chiba  | 2010  | 0         | 0         | -              | -              | 0     | 0     |
| JEF United Chiba  | 2011  | 0         | 0         | -              | -              | 0     | 0     |
| JEF United Chiba  | 2012  | 0         | 0         | -              | -              | 0     | 0     |
| JEF United Chiba  | 2013  | 0         | 0         | -              | -              | 0     | 0     |
| JEF United Chiba  | 2014  | 0         | 0         | -              | -              | 0     | 0     |
| FC Machida Zelvia | 2015  | 17        | 3         | -              | -              | 17    | 3     |
| FC Machida Zelvia | 2016  | 29        | 0         | -              | -              | 29    | 0     |
| FC Machida Zelvia | 2017  | 33        | 6         | -              | -              | 33    | 6     |
| Total             | Total | 79        | 9         | 0              | 0              | 79    | 9     |